# ولسوالی نکه
نکه یکی از ولسوالیهای ولایت پکتیکا در جنوب خاوری افغانستان است با جمعیت نزدیک به ۱۵۱۰۳ نفر.